# Ferreira (Portwein)

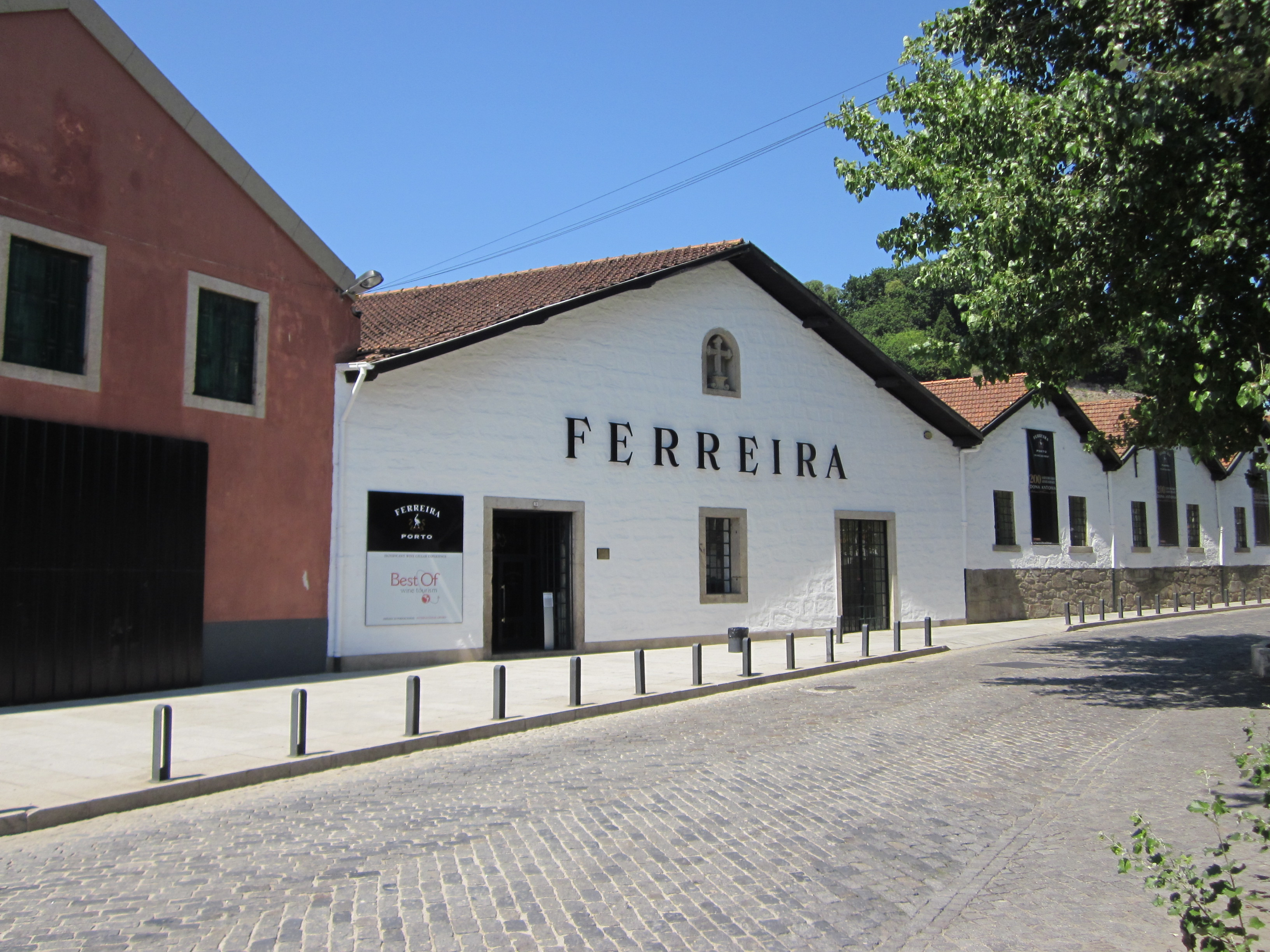
Die Ferreira-Kellerei in Vila Nova de Gaia

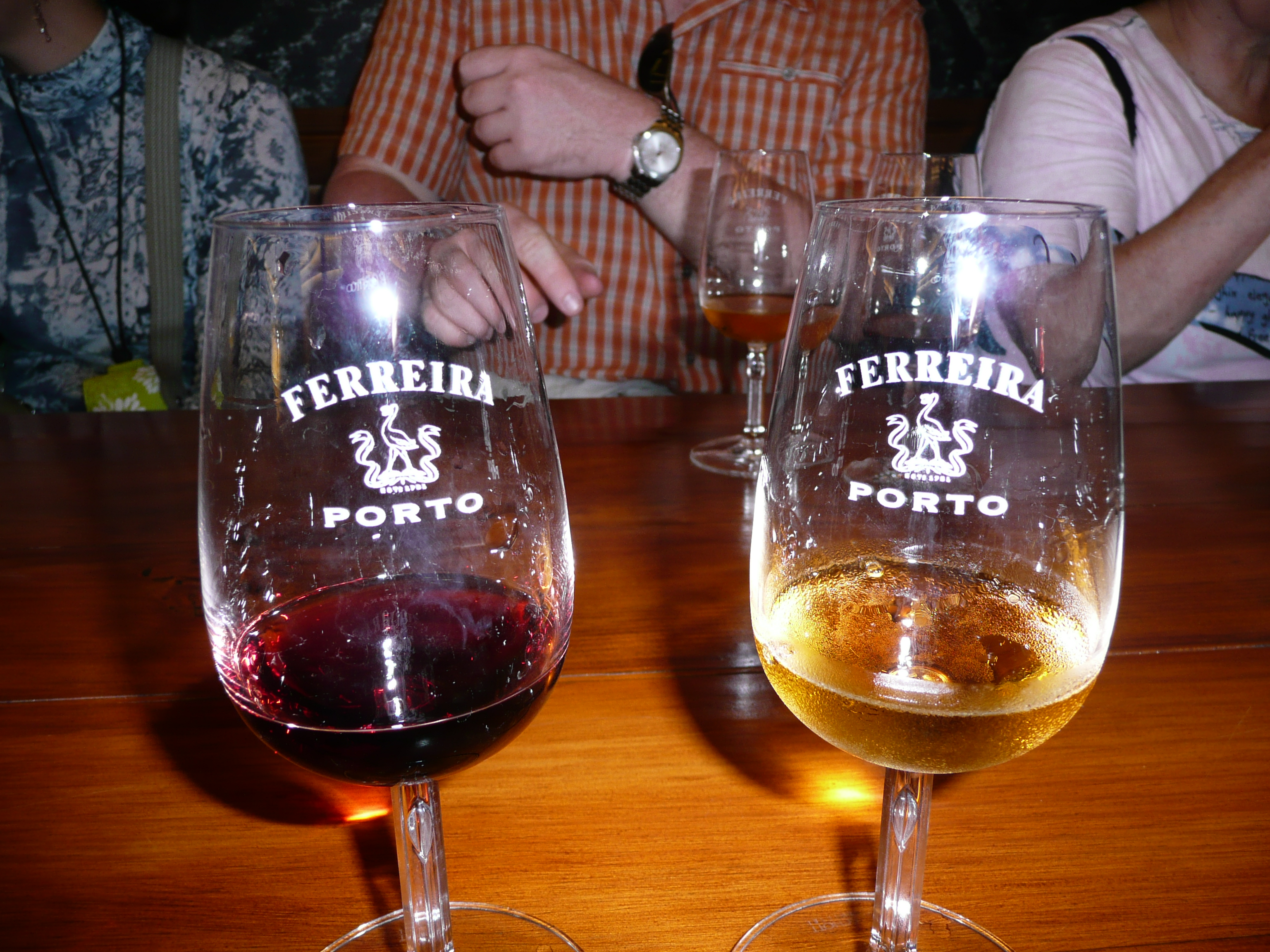
Zwei Gläser mit Ferreira-Port

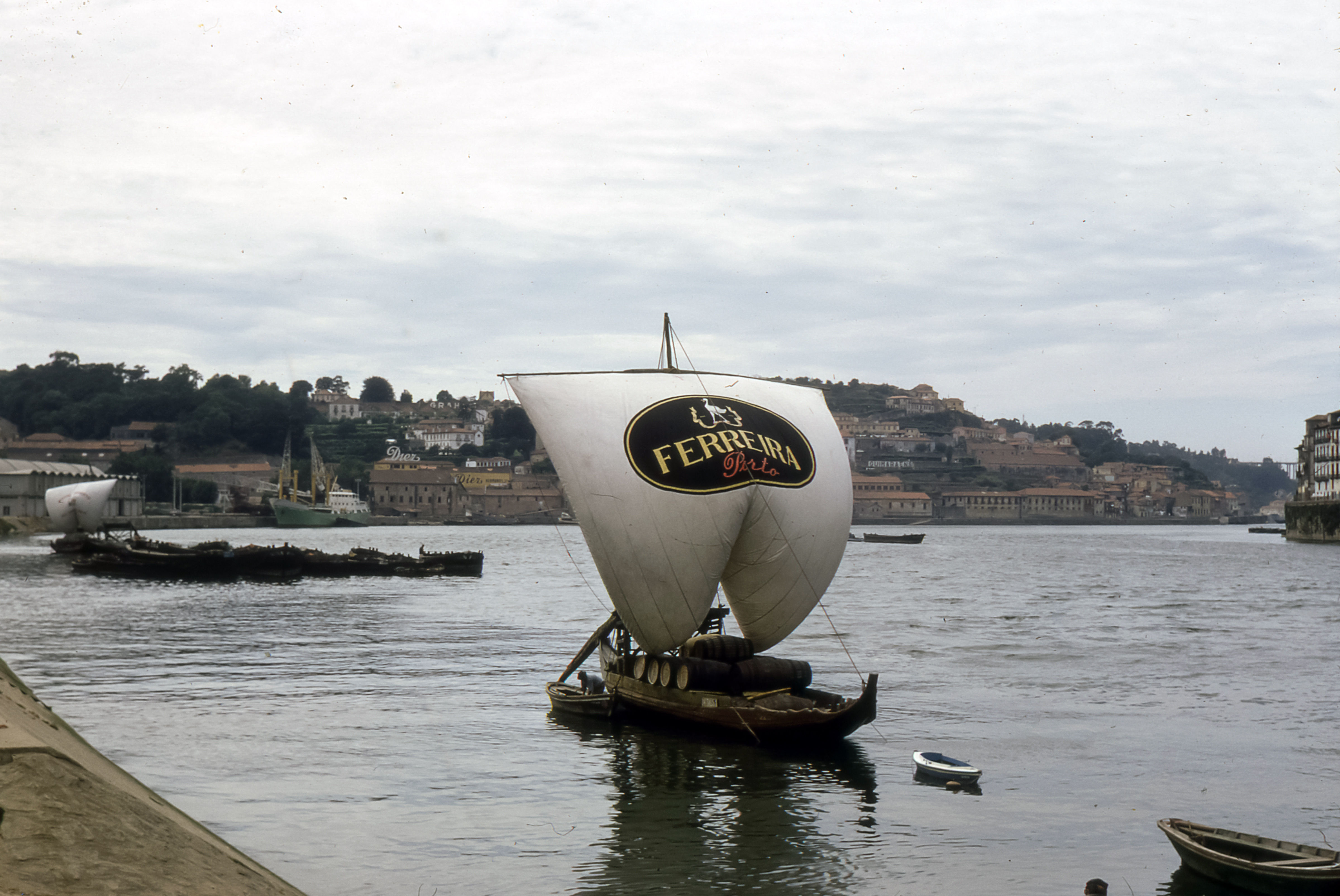
Rabelo von Ferreira

Ferreira ist eine Portwein-Marke der Spirituosenfirma Sogrape.

## Geschichte
Die Weinbauernfamilie Ferreira produzierte ab 1751 Portwein unter dem gleichen Namen. Die Enkel des Firmengründers, José Bernardo und António Bernardo Ferreira, kauften zusätzliches Land und vergrößerten das Weingut. Durch die Heirat von António Bernardo Ferreira und Antónia Adelaide Ferreira, beide Cousin und Cousine, wurde das Familienunternehmen gefestigt. 
Dona Antónia Adelaide Ferreira, genannt Ferreirinha ("kleine Ferreira"), wurde schon im Alter von 33 Jahren Witwe und übernahm die Führung des Unternehmens. Es gelang ihr, den Betrieb zu konsolidieren und zu modernisieren. Darüber hinaus investierte sie auch in Infrastruktur und soziale Projekte in der Region des Weinguts. 
1987 wurde die Firma A.A. Ferreira, S.A. vom Spirituosenkonzern Sogrape übernommen.

## Bekannte Marken
- Ruby Porto
- Tawny Porto
- White Porto
- Dona Antónia Reserve Porto
- Duque de Bragança 20 Years Old
- Lágrima Porto Quinta do Porto 10 Years Old
- Late Bottled Vintage Porto (verschiedene Jahrgänge)
- Vintage Porto (verschiedene Jahrgänge)

## Auszeichnungen
Ferreira Portweine haben zahlreiche Goldmedaillen gewonnen, unter anderem bei: 
- Philadelphia International Exhibition (USA, 1876)
- Weltausstellung Paris (Frankreich, 1900)
- Concours Mondial de Bruxelles (Belgien, 2003)
- International Wine Challenge (Großbritannien, 2003)
- International Wine & Spirits Competition (Großbritannien, 2004)

## Trivia
- Im jährlich vergebenen "Dona Antónia Prize" wird eine Portugiesin für unternehmerische Fähigkeiten ausgezeichnet.
- Bei einem Unfall in einem Rabelo fiel Dona Antónia in den Douro und ging nur dank der Schwimmkraft ihres ausladenden Rocks nicht unter.
- Im Jahre 1897 wollte der schwedische Abenteurer und Erkunder Salomon August Andrée mit zwei Begleitern in einem Heißluftballon den Nordpol überqueren. Am 14. Juli 1897 stürzte der Ballon ab. Aus den Tagebüchern der Forscher ist bekannt, dass sie sich am 27. September 1897 eine Mahlzeit aus Robbe und Seemöwenbrust zubereiteten, deren Höhepunkt eine Flasche “D. Antónia Ferreira” Jahrgang 1834 war, die ihnen vom schwedischen König überreicht wurde.
- Der Vogel im Logo von Ferreira ist ein Darwinnandu.